# Kulturåret 1781

## Händelser
- 29 januari – Wolfgang Amadeus Mozarts opera Idomeneo har urpremiär i München.
- November – Gemenasiska Sällskapet i Göteborg ger Romeo och Julia.[1] Sverigepremiär hade pjäsen dock redan 1776 på Egges teater.
- okänt datum - Gustav III:s franska teater öppnar.

## Nya verk
- Min son på galejan av Jacob Wallenberg.
- Passionerna av Thomas Thorild.
- Rövarbandet av Friedrich Schiller

## Födda
- 26 januari – Achim von Arnim (död 1831), tysk författare.
- 30 januari – Adelbert von Chamisso (död 1838), fransk-tysk författare.
- 19 februari – Adolf Zethelius (död 1864), svensk silversmed och bruksägare.
- 7 mars – Karl Wilhelm Kolbe d.y. (död 1853), tysk målare.
- 24 april – Per Otto Adelborg (död 1818), svensk konstnär (grafiker och karikatyrtecknare).
- 27 juli – Mauro Giuliani (död 1829), italiensk tonsättare och gitarrist.
- 26 september – Carl Fredrik af Wingård (död 1851), svensk ärkebiskop och ledamot av Svenska Akademien.
- 1 november – Joseph Karl Stieler (död 1858), tysk målare.
- 11 november - Caroline Bardua (död 1864), tysk målare.
- 12 november – Clas Livijn (död 1844), svensk författare, jurist, tjänsteman och fängelsereformator.
- 15 november – Gustaf Erik Hasselgren - (död 1827), svensk målare.
- 20 november – Bartolomeo Pinelli (död 1835), italiensk illustratör och gravör.
- 29 november – Andrés Bello (död 1865), venezuelansk humanist, poet, lagstiftare, filosof, utbildare och filolog.
- 24 december – Per Elgström (död 1810), svensk skald.
- okänt datum – Johan Hjertén (död 1835), svensk psalmdiktare.
- okänt datum – Margareta Helena Holmlund (död 1821), svensk målare.

## Avlidna
- 15 februari – Gotthold Ephraim Lessing (född 1729), tysk författare.
- 17 mars – Johannes Ewald (född 1743), dansk poet och psalmförfattare.
- 21 december – Johan Henrik Scheffel (född 1690), svensk konstnär.
- okänt datum – Anders Nicander (född 1707), svensk författare, översättare och tullkontrollant.